# Ragnar Stenbäck
Ragnar A. Stenbäck (ur. 24 maja 1908 w Helsinkach, zm. 15 czerwca 1963 tamże) – fiński żeglarz, olimpijczyk.
W regatach rozegranych podczas Letnich Igrzysk Olimpijskich 1936 wystąpił w klasie 6 metrów zajmując 7. pozycję. Załogę jachtu Lyn tworzyli również Curt Mattson, Yngve Pacius, Holger Sumelius i Lars-Gunnar Winqvist.
Syn Gunnara Stenbäcka, również żeglarza-olimpijczyka.